# 미나미소마촌
미나미소마촌(南杣村)은 시가현 고카군에 설치되었던 촌이다.